# Dysphania horsfieldi
Dysphania horsfieldi är en fjärilsart som beskrevs av Moore 1859. Dysphania horsfieldi ingår i släktet Dysphania och familjen mätare. Inga underarter finns listade i Catalogue of Life.